# エイサー8
エイサー8（エイサー・エイト、1989年11月4日 - ）は、伝統芸能「エイサー」をモチーフにした日本の覆面レスラー。

## 経歴
- 2008年4月、大阪プロレスに入門。
- 5月、沖縄プロレスに移籍。
- 2009年7月4日、沖縄プロレスデルフィンアリーナ国際通り大会の対怪人ハブ男戦でデビュー。
- 2012年8月25日、沖縄プロレスが解散。

## 得意技
ダイビングダブルニードロップ
ミルクムナリ
RKOと同型。
チンシー
ランニングダブルニーアタックと同型。仰向けになった相手の上半身を引き起こして尻餅をつかせた状態にして相手と距離をとって助走してジャンプしながら両膝を突き出すように両膝を折り畳み、突き出した両膝を相手の顔面目掛けて叩き込む。

## タイトル歴
- MWF世界タッグ王座
- 沖縄プロレス王座
- UWA世界タッグ王座